# Tabela kongruenc
V teoriji števil je kongruenca ekvivalenčna relacija na celih številih. Sledeči seznam navaja pomembnejše ali zanimive kongruence, ki so povezane s praštevili.

## Tabela kongruenc s posebnimi praštevili
| {\displaystyle 2^{n-1}\equiv 1{\pmod {n}}}                               | poseben primer Fermatovega malega izreka za vsa liha praštevila                               |
| {\displaystyle 2^{p-1}\equiv 1{\pmod {p^{2}}}}                           | rešitve se imenujejo Wieferichova praštevila (najmanjši primer: 1093)                         |
| {\displaystyle F_{n-\left({\frac {n}{5}}\right)}\equiv 0{\pmod {n}}}     | za vsa praštevila                                                                             |
| {\displaystyle F_{p-\left({\frac {p}{5}}\right)}\equiv 0{\pmod {p^{2}}}} | rešitve se imenujejo Wall-Sun-Sunova praštevila (ni znanih primerov)                          |
| {\displaystyle {2n-1 \choose n-1}\equiv 1{\pmod {n^{3}}}}                | po Wolstenholmovem izreku za vsa praštevila, večja od 3                                       |
| {\displaystyle {2p-1 \choose p-1}\equiv 1{\pmod {p^{4}}},}               | rešitve se imenujejo Wolstenholmova praštevila (najmanjši primer: 16843)                      |
| {\displaystyle (n-1)!\ \equiv \ -1{\pmod {n}}}                           | po Wilsonovem izreku je naravno število n praštevilo če in samo če je n rešitev te kongruence |
| {\displaystyle (p-1)!\ \equiv \ -1{\pmod {p^{2}}}}                       | rešitve se imenujejo Wilsonova praštevila (najmanjši primer: 5)                               |
| {\displaystyle 4[(p-1)!+1]\ \equiv \ -p{\pmod {p(p+2)}}}                 | rešitve so praštevilski dvojčki                                                               |